# Miro (software)
Miro (conocido como Democracy Player durante su desarrollo y posterior lanzamiento en julio de 2007) es una aplicación informática de televisión por Internet, desarrollada por la Participatory Culture Foundation (PCF). Puede descargar automáticamente videos desde canales basados en RSS, administrarlos y reproducirlos. Miro está diseñado para integrarse con otros productos de PCF como Video Bomb, un sitio web de etiquetado social de videos, y el Channel Channel, una guía de TV para la televisión por Internet.
Miro Player está basado en XULRunner, y es software libre y gratuito. Está disponible para los sistemas operativos Microsoft Windows, GNU/Linux y Mac OS X, e integra un agregador de orígenes RSS, un cliente de BitTorrent, y VLC media player (o xine Media Player bajo GNU/Linux).
La versión de Miro Player para Mac OS X usa Quicktime como componente de reproducción, en lugar de usar un componente de reproducción y decodifiación libre.

## Miro 2.0
Disponible a partir del 10 de febrero de 2000, la versión 2.0 de Miro se caracteriza por disponer de una mejor interfaz, mayor velocidad de descarga de Torrents y un mejor desempeño que viene de la mano de un menor uso de memoria. Lo mejor de todo es que de ahora en más, el programa detecta automáticamente la disponibilidad de contenido en alta definición (HD) a la hora de bajar videos, algo que mejorará notablemente el resultado final.